# Kamerunská hymna
Hymna Kamerunu je píseň
Chant de Ralliement (anglicky The Rallying Song, česky Píseň jednoty), známá též jako O Cameroun berceau de nos ancêtres (anglicky O Cameroon, Cradle of Our Forefathers, česky Ó Kamerune, kolébko našich předků). Neoficiálně byla zpívána už před vyhlášením nezávislosti od roku 1948, formálně ustanovená byla roku 1957. Hudbu složil René Djam Afame a na textu spolupracoval s Samuelem Minkio Bambou a Moïse Nyatte Nko'o. Text byl roku 1978 pozměněn.

## Originální francouzský text
O Cameroun berceau de nos ancêtres,
Va debout et jaloux de ta liberté,
Comme un soleil ton drapeau fier doit être,
Un symbole ardent de foi et d’unité.
 
Refrén, chorál:
Chère Patrie, Terre chérie,
Tu es notre seul et vrai bonheur,
Notre joie, notre vie,
En toi l’amour et le grand honneur.
 
Que tous tes enfants du Nord au Sud,
De l’Est à l’Ouest soient tout amour,
Te servir que ce soit le seul but,
Pour remplir leur devoir toujours.
 
Refrén, chorál:
Chère Patrie, Terre chérie,
Tu es notre seul et vrai bonheur,
Notre joie, notre vie,
En toi l’amour et le grand honneur.

## Francouzský pozměněný text
O Cameroun berceau de nos ancêtres,
Va, debout et jaloux de ta liberté.
Comme un soleil ton drapeau fier doit être,
Un symbole ardent de foi et d'unité,
 
Que tous tes enfants du Nord au Sud,
De l'Est à l'Ouest soient tout amour!
Te servir que ce soit le seul but
Pour remplir leur devoir toujours.
 
Refrén:
Chère Patrie, terre chérie,
Tu es notre seul et vrai bonheur.
Notre joie, notre vie,
A toi l'amour et le grand honneur.
 
Tu es la tombe où dorment nos pères,
Le jardin que nos aïeux ont cultivé.
Nous travaillons pour te rendre prospère,
Un beau jour enfin nous serons arrivés.
De l'Afrique sois fidèle enfant
Et progresse toujours en paix,
Espérant que tes jeunes enfants
T'aimeront sans bornes à jamais.
 
Refrén:

## Anglický pozměněný text
O Cameroon, Thou cradle of our fathers,
Holy shrine where our midst they now repose,
Their tears and blood and sweat thy soil did water,
On thy hills and valleys once their tillage rose.
Dear fatherland thy worth no tongue can tell!
How can we ever pay thy due?
Thy welfare we will win in toil and love and peace,
Will be to thy name ever true!
 
Refrén:
Land of Promise, land of Glory!
Thou, of life and joy our only store!
Thine be honour, thine devotion
And deep endearment, for evermore.
 
From Shari, from where the Mungo meanders
From along the banks of lowly Boumba Stream,
Muster thy sons in union close around thee,
Mighty as the Buea Mountain be their team;
Instil in them the love of gentle ways,
Regret for errors of the past;
Foster, for Mother Africa, loyalty
That true sall remain to the last.
 
Refrén